# Suusaari (ö i Norra Karelen, Pielisen Karjala, lat 63,39, long 30,63)
Suusaari är en ö i Finland. Den ligger i sjön Ruunaanjärvi och i kommunen Lieksa i den ekonomiska regionen  Pielinen-Karelen  och landskapet Norra Karelen, i den östra delen av landet, 500 km nordost om huvudstaden Helsingfors. Öns area är 20 hektar och dess största längd är 0,9 kilometer i sydöst-nordvästlig riktning.